# Tony Virta
Tony Virta (* 28. Juni 1972 in Hämeenlinna) ist ein ehemaliger finnischer Eishockeyspieler, der im Laufe seiner Karriere unter anderem für den HPK Hämeenlinna, Jokerit Helsinki und TPS Turku in der SM-liiga sowie die Frankfurt Lions in der Deutschen Eishockey Liga gespielt hat. Seit seinem Karriereende arbeitet er als Juniorentrainer beim HPK Hämeenlinna.

## Karriere
Tony Virta begann seine Karriere als Eishockeyspieler 1990 in seiner Heimatstadt bei HPK Hämeenlinna, für die er die folgenden sechs Jahre in der SM-liiga aktiv war und mit denen er 1991 Dritter, sowie 1993 Vizemeister wurde. Anschließend wechselte der Angreifer in die Deutsche Eishockey Liga, wo er in der Saison 1996/97 für die Frankfurt Lions auf dem Eis stand. Nach nur einem Jahr kehrte Virta nach Finnland zurück, wo er einen Vertrag bei TPS Turku erhielt. Mit den Finnen wurde er in den Jahren 1999, 2000 und 2001 drei Mal in Folge Meister und erreichte 2000 in der European Hockey League den dritten Platz. Aufgrund seiner Leistungen wurde Virta 2001 mit der Lasse-Oksanen-Trophäe als bester Spieler der regulären Saison ausgezeichnet. Daraufhin wurde er im NHL Entry Draft 2001 in der vierten Runde als insgesamt 103. Spieler von den Minnesota Wild ausgewählt, für die er in der Saison 2001/02 acht Spiele absolvierte, in denen er fünf Scorerpunkte, darunter zwei Tore, erzielte. Den Großteil der Spielzeit verbrachte er jedoch bei deren Farmteam, den Houston Aeros aus der American Hockey League, für die er in der folgenden Saison ausschließlich spielte, so dass er noch während der Saison nach Europa zurückkehrte, wo er bis zum Ende der Saison 2002/03 für Södertälje SK aus der schwedischen Elitserien aktiv war. 
In den Jahren 2003 bis 2005 stand Virta für je eine Spielzeit bei seinem Ex-Klub HPK Hämeenlinna in der SM-liiga sowie die ZSC Lions aus der Schweizer Nationalliga A unter Vertrag. Daraufhin wechselte Virta zu Jokerit Helsinki, mit dem er 2007 Vizemeister in Finnland wurde, ehe er im Sommer 2008 ein weiteres Mal einen Vertrag bei seinem Heimatverein unterschrieb und zu deren Mannschaftskapitän ernannt wurde.
Im Januar 2010 wurde Virta vom schwedischen Zweitligisten Leksands IF unter Vertrag genommen, bei dem er am Ende der Spielzeit seine Karriere beendete. Seither ist er beim HPK als U20-Juniorentrainer angestellt.

### International
Für Finnland nahm Virta an der U20-Junioren-Weltmeisterschaft 1992, sowie den A-Weltmeisterschaften 2000, 2001 und 2003 teil.

## Erfolge und Auszeichnungen
| - 1993 Finnischer Vizemeister mit HPK Hämeenlinna - 1999 Finnischer Meister mit TPS Turku - 2000 Finnischer Meister mit TPS Turku - 2000 3. Platz European Hockey League mit TPS Turku | - 2001 Finnischer Meister mit TPS Turku - 2001 Lasse-Oksanen-Trophäe - 2007 Finnischer Vizemeister mit Jokerit Helsinki |

### International
- 2000 Bronzemedaille bei der Weltmeisterschaft
- 2001 Silbermedaille bei der Weltmeisterschaft